# Torre Tavernera
La Torre Tavernera és un edifici de Vallromanes (Vallès Oriental) inclòs en l'Inventari del Patrimoni Arquitectònic de Catalunya. Dintre de la finca, actualment ocupada pel Club de Golf de Vallromanes, es troba la capella de Sant Andreu del Castellvell, catalogada com a bé cultural d'interès local.

## Història
Té el seu origen en una casa forta del segle xii, coneguda com a Castell Vell dels Montornès en oposició al Castell de Montornès.
El 1157, el testament d'un tal Pere de Montornès fa referència a l'ermita de Sant Andreu, tot i que hi havia hagut una altra dedicada al mateix sant, la de Llobons. El 1196. un altre Pere de Montornès i la seva esposa donaren a l'església del castell, i a «honra de Sant Andreu Apòstol», les tres quartes parts del delme dels fruits que es fessin al castell per a què el rector hi celebrés dues misses cada setmana.
Durant la Guerra de Successió, els partidaris de l'arxiduc destruïren la Torre Tavernera i possiblement profanaren l'ermita, ja que els seus senyors eren filipistes. El 1718, Oleguer de Taverner-Montornès i d'Ardena, segon comte de Darnius, la va fer reconstruir, tal com consta a la inscripció que hi ha a la façana.
El 1784, Maria Bernardina de Taberner i González de la Cámara, filla de Bernat Lluís de Taberner i Còdol, comte de Darnius, i Josefa Joaquina González de la Cámara, hereva del marquès de Villel, es va casar amb Joan Antoni de Fivaller-Clasquerí i de Bru (1758-1856). La seva neta Mercè Bernarda de Fivaller i Centurión, marquesa de la Lapilla, de Monesterio i de Paredes es va casar amb el menorquí Gabí de Martorell i Martorell, marquès de l'Albranca. Finalment, la senyoria de Montornès va passar a mans dels comtes d'Alba de Liste, que a principis del segle xx (1912-1913) van traslladar la imatge de sant Andreu de la capella a la Casa Bru de Teià.
El 1969, després d'un llarg període d'abandó en el qual la capella i la torre van quedar molt malmeses, la finca va ser adquirida per a la construcció d'un camp de golf, inaugurat el 1972, i s'hi van restaurar ambdós edificis amb dubtós criteri històric.

## Descripció
Gran casal format per diversos cossos. El principal és de planta rectangular i coberta a doble vessant, amb el carener paral·lel a la façana orientada a llevant. Consta de planta baixa i dos pisos amb les obertures distribuïdes de forma regular. Són de llinda plana i només les de l'eix vertical central, on se situa el portal d'entrada, són de pedra. La resta d'obertures són fetes de maons. Totes les finestres de la primera planta tenen balcó protegit per una barana de ferro forjat.
Flanquegen el portal dos plafons ovalats de pedra que duen la inscripció «VETUS HOC CASTRUM SIVE DOMOS ANTIQUA 1.718». A sobre, entre les finestres de la primera i segona plana, hi ha 6 grans plafons ceràmics amb imatges que representen personatges de la nissaga dels Montornès que de dalt a baix i d'esquerra a dreta són: Jeroni, Guillem, Pere, Jeroni (abans dit Armengol), Isabel Joana i Miquel Joan de Taverner i de Montornès.
El conjunt es completa amb un cos adossat transversalment a la cantonada de migdia format per planta baixa i dos pisos, de factura més moderna, i un cos de planta baixa i un pis adossat a tramuntana. La resta d'edificis, situats a redós, han estat bastits a finals dels anys 1960 per a servir com a seu del Club de Golf Vallromanes.

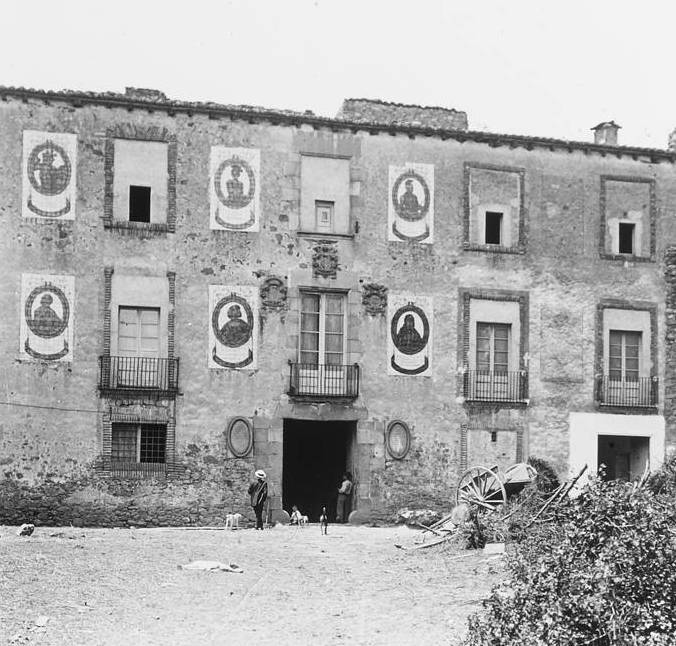
La Torre Tavernera el 1919

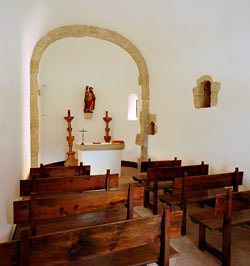
Interior de la capella

### Sant Andreu del Castellvell
El temple actual és d'una sola nau amb volta de canó i teulada a doble vessant, capçada per un absis semicircular cobert amb volta de quart d'esfera. Un arc triomfal separa la nau de l'absis, que té dues obertures petites de doble esqueixada.
Situat a llevant, el portal d'entrada és d'arc de mig punt amb carreus de pedra, al qual s'hi accedeix per una escala de quatre graons. A banda i banda de la llinda s'hi poden veure els escuts, que podrien correspondre als Montornès. Pel que pot intuir-se al parament, sembla que el portal original se situava a migdia.
Un òcul situat a mitjana alçada completa la façana, coronada amb un campanar d'espadanya que s'acompanya de dues torretes coronades per una teulada a quatre vessants.